# Cheyenne (série télévisée)
Cheyenne  est une série télévisée américaine de western en 108 épisodes d'environ 52 minutes en noir et blanc créée par Roy Huggins et diffusée entre le 20 septembre 1955 et le 17 décembre 1962 sur le réseau ABC.
La série est inédite dans les pays francophones.

## Synopsis
Cheyenne Bodie, éclaireur sans affectation après la guerre de Sécession, erre dans l'Ouest américain prêt à défendre la justice.

## Distribution
- Clint Walker : Cheyenne Bodie
- L.Q. Jones : Smitty

### Invités
- Mort Mills

## Origine et production
Leonard Goldenson, PDG d'ABC cherche depuis le milieu de l'année 1953 à offrir du contenu à la chaîne en contactant ses anciennes connaissances d'Hollywood, usant de son ancien fonction de directeur chez Paramount Pictures mais aussi à convaincre des stations locales de devenir affiliées au réseau ABC. À partir du 27 octobre 1954, ABC lance une campagne New ABC avec des productions de plusieurs studios dont MGM, Warner Bros. et Twentieth Century Fox. Pour le compte d'ABC, Warner tente avec un succès mitigé d'adapter en série télévisée ses grands films dont Crimes sans châtiment (1942) et Casablanca (1942), mais aussi Cheyenne adaptation de Wyoming Kid (1947). 
Cheyenne fait alors partie des trois séries du bloc de programme Warner Bros. Presents.